# 박찬수 (경영학자)
박찬수는 대한민국의 경영학자, 대학교수이다. 미시간 대학교 재학중에는 헨리 포드 2세 장학생(Henry Ford II Scholar)로 선발되었고, 스탠포드 대학교 재학중에는 미국마케팅학회의 Doctoral Consortium Fellow로 선발되었다. 고객 지향적인 신상품 개발 기법과 브랜드 자산 측정 분야에서 연구활동을 해오고 있다. Journal of Marketing Research에 발표한 ‘설문조사를 이용한 브랜드 자산 측정 및 브랜드 확장 가능성 연구’(A Survey-Based Method for Measuring and Understanding Brand Equities and its Extendibility)는 미국마케팅학회(American Marketing Association)가 수여하는 도널드 레이먼 상(Donald R. Lehmann Award) 수상작으로 선정되었다. 또 마케팅연구에 발표한 논문, ‘컨조인트 분석의 시장점유율 예측 타당성에 관한 시뮬레이션 연구’로 한국마케팅학회가 수여하는 최우수논문상을 수상하기도 하였다. 마케팅 분야의 3대 국제 학술지에 10년 동안 게재된 논문 수를 기준으로, 아시아 태평양 지역의 Top 10 Marketing Researcher 중의 한 사람으로 선정되었으며 고려대학교 경영대학이 수여하는 Teaching Excellence Award와 고려대학교가 수여하는 석탑강의상을 수상하였다.

## 경력
- 2008 ~ 2009 한국마케팅학회 이사
- 2005 ~ 2007 고려대학교 경영대학 마케팅전공 주임 교수
- 2004 ~ 고려대학교 경영대학 경영학과 교수
- 2001 ~ 고려대학교 경영대학 연구위원회 위원
- 2000 ~ 2001 한국마케팅학회 이사
- 2000 ~ 2001 미국 스탠퍼드대학교 객원교수
- 1999 ~ 2003 고려대학교 경영대학 경영학과 부교수
- 1998 ~ 1999 고려대학교 홍보위원회 위원
- 1997 ~ 1999 고려대학교 경영대학 경영학과 조교수
- 1993 ~ 1997 한국외국어대학교 조교수

## 학력
- ~ 1992 스탠퍼드대학교 대학원 경영학 마케팅 박사
- ~ 1992 스탠퍼드대학교 대학원 통계학 석사
- ~ 1987 미시간대학교 경영대학원 석사
- ~ 1985 서울대학교 경영학 학사